# مايكل كاشا
مايكل كاشا (بالإنجليزية: Michael Kasha)‏ (و. 1920 – 2013 م) هو عالم كيمياء حيوية من الولايات المتحدة الأمريكية. ولد في إليزابيث، نيو جيرسي. كان عضوًا في الأكاديمية الوطنية للعلوم، والأكاديمية الأمريكية للفنون والعلوم.
توفي في تالاهاسي، عن عمر يناهز 93 عاماً.

## جوائز
حصل على جوائز منها:
- زمالة غوغنهايم.